# Santa Colomba de las Monjas (kommun)
Santa Colomba de las Monjas är en kommun i Spanien.   Den ligger i provinsen Provincia de Zamora och regionen Kastilien och Leon, i den nordvästra delen av landet, 240 km nordväst om huvudstaden Madrid. Antalet invånare är 292. Arean är 6,8 kvadratkilometer.
Terrängen i Santa Colomba de las Monjas är mycket platt.